# ژابینگتس (استان کویافسکو-پومورسکی)
ژابینگتس (به لهستانی:  Żabiniec) یک روستا در لهستان است که در گمینا توپولکا واقع شده‌است. ژابینگتس ۵۰ نفر جمعیت دارد.